# 佛羅里達堡 (佛羅里達州)
佛羅里達堡（英語：Fort Florida）是位於美國佛羅里達州福祿喜雅縣的一個非建制地區。該地的面積和人口皆未知。

## 地理
佛羅里達堡的座標為28°52′04″N 81°21′16″W / 28.86778°N 81.35444°W，而該地的平均海拔高度為5米（即16英尺）。